# 大學站 (基輔地鐵)
大學站（羅馬化：Universytet,  （ⓘ））是基輔地鐵斯維亞托申-布羅瓦雷線的一個車站，開通於1960年11月6日，是基輔地鐵最早開通的區間之一。站名取自於基輔大學。